# Teodoro d'Antiochia
Teodoro d'Antiochia conosciuto anche come Maestro Teodoro (Antiochia di Siria, 1155/1158 – 1246) è stato un filosofo, medico e traduttore siro; fu consigliere dell'imperatore Federico II di Svevia. Eccelse negli studi in astrologia e si occupò di medicina tanto da meritare la fama di "Grande maestro" in terra natia.

## Biografia

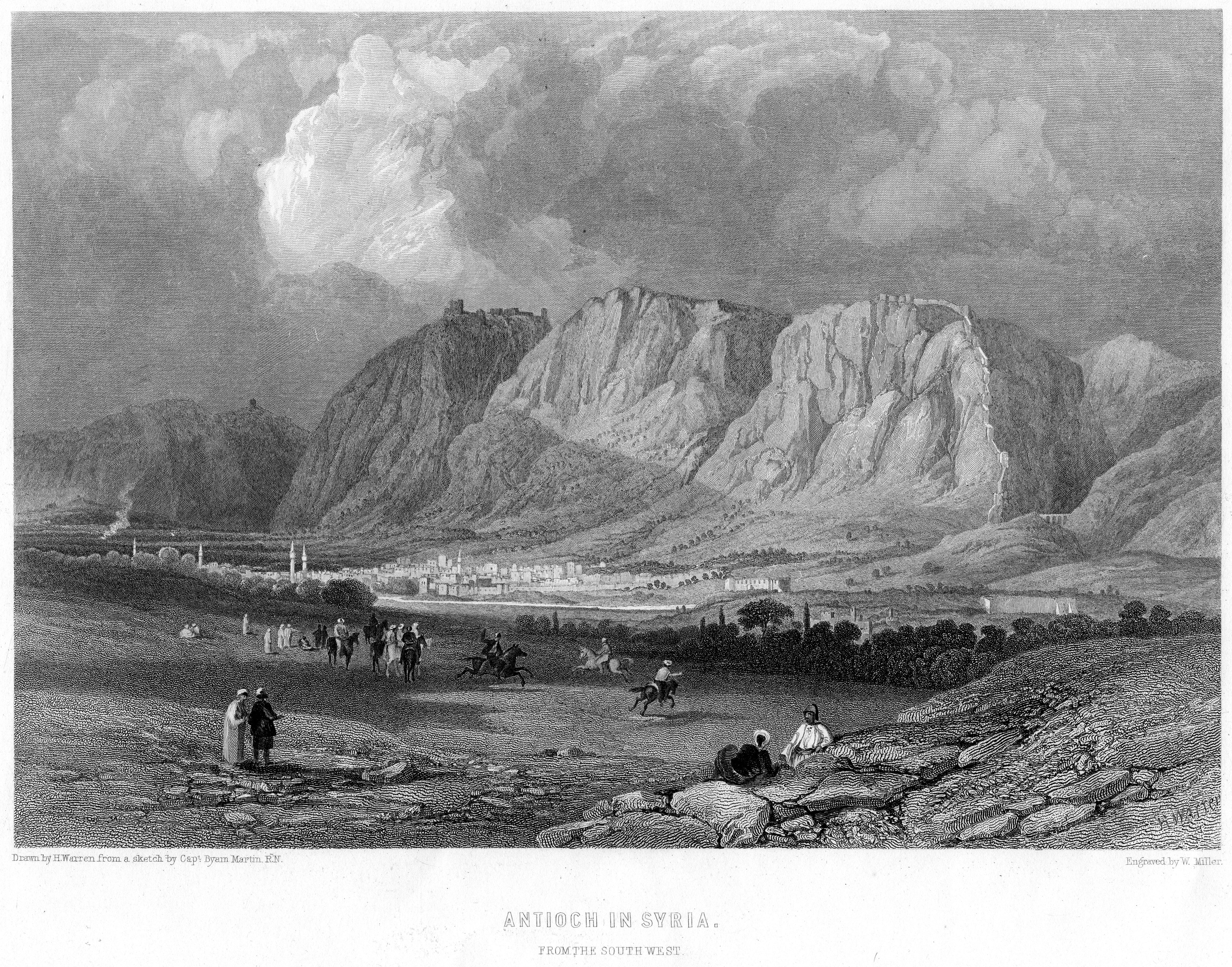
la città di Antiochia in Siria, a cui è legato il nome di Maestro Teodoro

Le informazioni sulla vita di Teodoro prima di trasferirsi in Sicilia furono fornite da Barebreo, il quale riferì che Teodoro nacque ad Antiochia e che era un cristiano di origine araba. Tra gli storici moderni, Karl Sudhoff, fondatore della Storia della medicina, riteneva che l'origine siciliana del maestro fosse più probabile; il medievista Charles Homer Haskins sostenne un'origine greca o ebraica. Lo storico Michele Amari lo definì «siciliano o antiocheno per luogo di nascita, greco o ebreo per nazionalità».

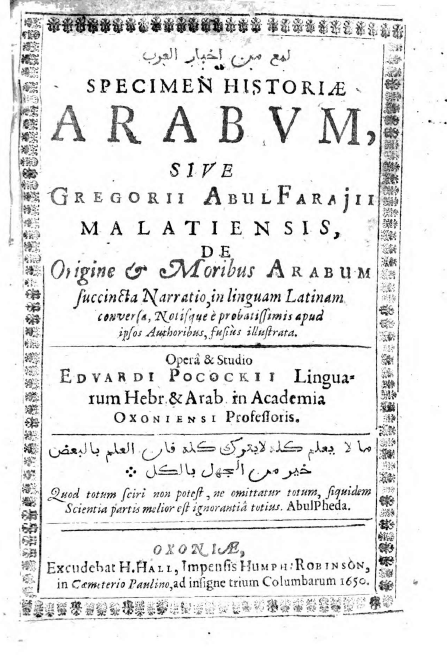
Il testo di Barebreo sulle Dinastie arabe con la biografia e le note su Teodoro d'Antiochia.

Secondo il Libro di Sydrak, scritto tra il 1270 e il 1300, in cui Teodoro è definito filosofo ("Todore le phylosophe"), cioè “sapiente”, “erudito”, era originario di Antiochia. Barebreo scrisse che ad Antiochia studiò il latino (la città era la capitale del Principato latino di Antiochia) e «alcune vecchie scienze». Poi Teodoro andò a perfezionarsi a Mosul, dove frequentò i corsi del famoso matematico, astronomo e medico Kamāl ud-Dīn ibn Yunus (1156-1242). Secondo Barebreo, i corsi erano incentrati sulle opere di al-Farabi, Avicenna, Euclide e sull'Almagesto di Tolomeo. Teodoro tornò ad Antiochia, ma ben presto si rese conto che le sue conoscenze non erano ancora ottimali; perciò ritornò a Mosul dai suoi maestri. Successivamente si recò a Baghdad per studiare medicina nella famosa Casa della Sapienza.
Tornato ad Antiochia, Teodoro entrò al servizio di Costantino di Barbaron (reggente del Regno armeno di Cilicia dal 1220 al 1226 e padre di Aitone I). Teodoro non rimase a lungo presso Costantino: la sua fama aveva oltrepassato i confini siriani, tanto da fargli propendere, tra il 1226 e il 1230, di trasferirsi in Occidente. Un “Grande califfo” (probabilmente il Sultano d'Egitto) lo inviò presso l'imperatore cristiano Federico II. Unitosi all'ambasciatore del monarca, che stava tornando in Italia dalla Quinta crociata, fu ammesso alla sua corte. Il re, uomo di scienza e di cultura, riunì tutti i maggiori sapienti del suo tempo presso la corte a Palermo (Magna Curia). Dal 1230 Teodoro fu uno dei consiglieri del monarca con funzioni di medico e divinatore. Dopo la morte di Michele Scoto (1232 o 1236) fu nominato astrologo di corte. Per la sua sapienza divenne noto come "Maestro Teodoro". Nel 1239 il re comandò a Teodoro la predizione dell'ora in cui muovere l'esercito da Padova a Castelfranco, compito che il maestro eseguì con l'astrolabio. Teodoro fu maestro di Pietro Ispano, medico che divenne cardinale e poi Papa col nome di Giovanni XXI.
Maestro Teodoro appare ripetutamente nel registro degli atti di Federico II datato 1239-1240 (l'unico conservatosi fino a noi). Il 15 dicembre 1239 una nave della flotta reale condusse Teodoro nel porto di Pisa, da dove poi il «Maestro Teodoro nostro fedele filosofo» (Magister Theodorus filosophus fidelis noster) tornò in Sicilia. Nel 1240 l'imperatore inviò a Teodoro una pagina vuota ma già firmata con il suo sigillo, chiedendogli di redigere in arabo le lettere di credenziali di due ambasciatori presso il sultano di Tunisi. L'incarico gli fu affidato il 10 febbraio con una lettera "ut scriba in lictera arabica", in cui Federico II scriveva:
mictimus discretionis tue cartam sigillatam et not scriptam

mandantes ut in lingua arabica ex parte nostra scribas eidem regis»
Mictis vostra discrezione, e non un documento sigillato, scritto

ordine come in lingua araba per scriver la da parte nostra»
Il 12 febbraio 1240 Federico commissionò sciroppi, zucchero e violette a Teodoro per sé e per i suoi cortigiani. In una lettera senza data indirizzata all'amico Pier della Vigna, Teodoro lo informava dell'invio di una pozione a base di violette candide (probabilmente credeva che avessero proprietà curative). Come ricompensa del suo lavoro, l'imperatore gli assegnò un feudo in Sicilia. Il riferimento alle terre concesse a Teodoro si trova anche in uno degli ultimi atti dell'imperatore, emesso a Foggia nel novembre del 1250. Con questo atto, Federico assegnò a uno dei suoi cortigiani la terra di «Santa Cristina e il villaggio di Partinico, che appartenne al Maestro Teodoro quando era vivo».
Non è noto con certezza il luogo della morte di Teodoro. Su tale circostanza le fonti occidentali sono mute. Secondo Barebreo il maestro, nonostante fosse venerato dall'imperatore, sentiva la mancanza del suo paese e della sua gente. Federico però non voleva lasciarlo andare. Un giorno, mentre il sovrano era impegnato in una delle sue campagne militari, Teodoro fuggì con i suoi beni e i suoi servi e si diresse verso San Giovanni d'Acri, in Levante. Mentre era in viaggio, però, una raffica di vento riportò la nave nei pressi del porto di partenza. Teodoro, colmo di vergogna, per non apparire davanti all'imperatore si avvelenò. Il resoconto di Barebreo non è suffragato dagli storici delle epoche successive.

## Pensiero e opere

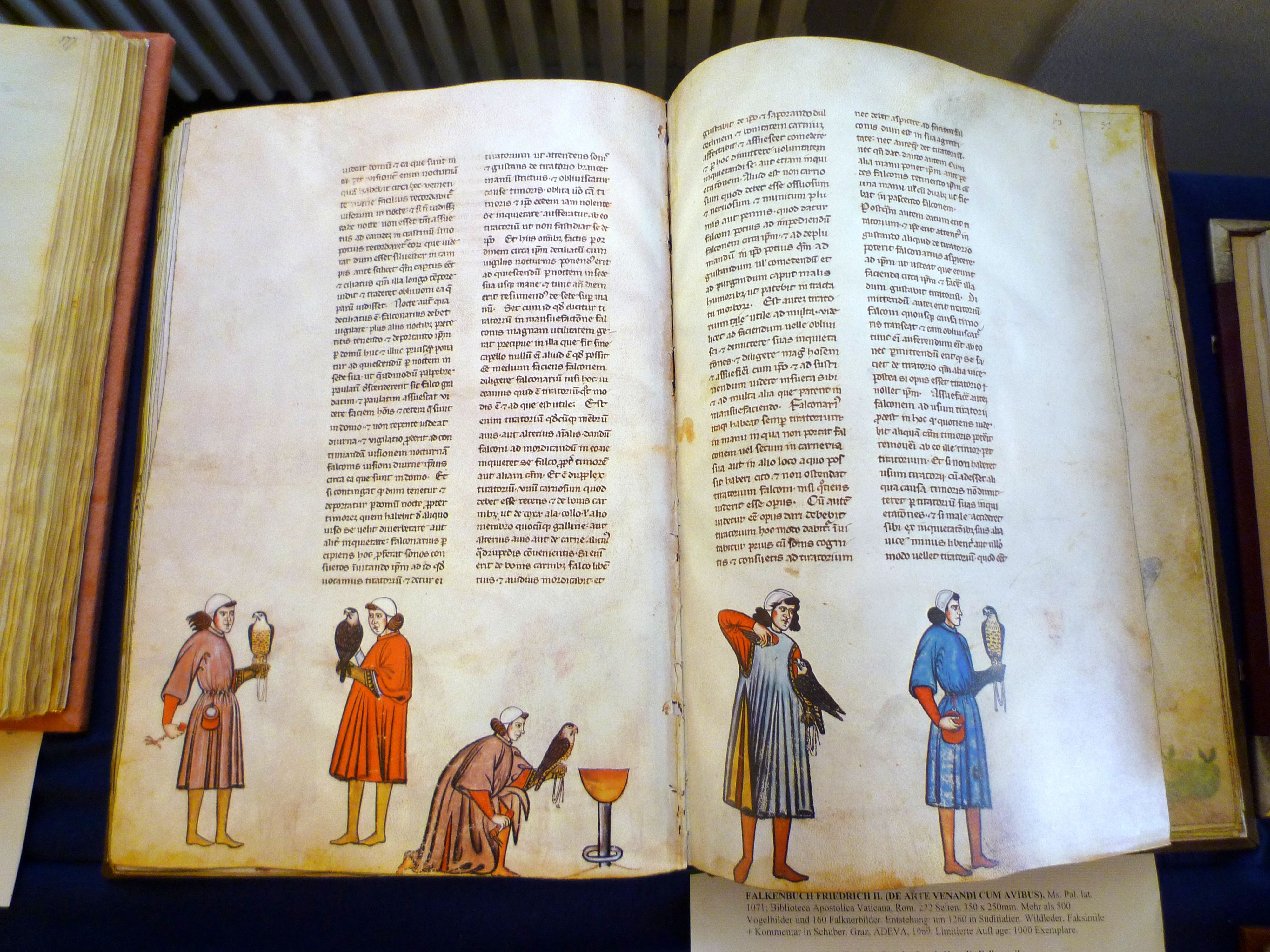
il trattato De arte venandi cum avibus.

Le attività di Maestro Teodoro in Italia sono descritte nelle fonti europee latine.

La Storia dell'ordine domenicano ("Histoire de l'ordre des dominicains", opera trecentesca attribuita a Bernardo Gui e Stefano di Salagnac) contiene la narrazione del seguente avvenimento: durante l'assedio di Brescia da parte di Federico II (1238), Teodoro sconfisse diversi domenicani in dispute filosofiche. Quando il fatto venne segnalato a frate Rolando da Cremona, egli ribollì di sdegno. Nonostante soffrisse di gotta, si precipitò al campo del re, al fine di salvare l'onore dell'Ordine. Rolando sfidò Teodoro, lasciando a lui la scelta dell'argomento e la forma della disputa. Secondo Umberto da Romans, il frate domenicano prevalse sul maestro orientale. 

Teodoro ebbe una proficua corrispondenza con il matematico Leonardo Fibonacci, che trattò il maestro siriaco con rispetto. Fibonacci lo definì «il supremo filosofo della corte imperiale». Teodoro sfidò Leonardo Fibonacci formulando il seguente problema: 
Trova tre interi x, y e z in modo che ciascuna delle tre somme:
{\displaystyle x+y+z+x^{2}}
{\displaystyle x+y+z+x^{2}+y^{2}}
{\displaystyle x+y+z+x^{2}+y^{2}+z^{2}}
sia il quadrato di un intero.
L'ottima conoscenza che Teodoro d'Antiochia aveva della lingua latina e della lingua araba si evidenziarono nella traduzione, commissionata nel 1236 dall'imperatore Federico II di Svevia, del trattato di falconeria di Moamin, che in latino diventò De scientia venandi per aves anche se viene spesso citato come Moamin latino. Considerato il capolavoro di Teodoro, si compone di 27 capitoli. Sulla base di quest'opera Federico II stese il suo famoso saggio denominato De arte venandi cum avibus, un trattato con miniature illustrate ed un vero manuale d'uso della falconeria praticata da Federico II e dalla sua corte, nei vari castelli normanni (alcuni usati solo come residenza venatoria).  L'originale del trattato venne perso dallo stesso imperatore nella battaglia di Vittoria. Ne rimane una copia dell'epoca in ottimo stato di conservazione presso i Musei Vaticani di Roma.
Originali
- Epistola Theodori philosophi ad imperatorem Fridericum (conosciuta anche come Epistola de conservanda sanitatis), è un saggio sull'igiene e la cura personale. Dedicato a Federico II, è l'unico testo medico superstite di Teodoro giunto fino a noi. L'opera fu stampata per la prima volta nel XX secolo per merito dello storico della medicina Karl Sudhoff[18]. Nel Medioevo la descrizione dell'igiene personale era una grave violazione della modestia e della moralità, pertanto Maestro Teodoro ricollegò il saggio a un'opera attribuita forse ad Aristotele[19][20]. Secondo Sudhoff, il trattato testimonia il pieno possesso della scienza classica e araba. È scritto in uno stile così chiaro e impeccabile che non ha eguali tra le opere mediche del suo tempo[21].

Traduzioni
Teodoro tradusse diverse opere dall'arabo al latino:
- Commento di Avicenna alla Fisica di Aristotele. L'opera potrebbe essere datata al 1239 durante l'assedio di Padova da parte di Federico[21];
- De animalibus e Secretum secretorum di Aristotele[21].
- De scientia venandi per aves[16]. La fama di Teodoro è legata alla traduzione in latino di questo trattato di falconeria. Tuttavia, è difficile separare nel testo latino il contributo di Teodoro dal contributo dell'imperatore, che revisionò personalmente l'opera durante l'assedio di Faenza, nell'autunno-inverno del 1240-1241. Il lessico della falconeria coincide con quello del De arte venandi cum avibus[6][8].

Su commissione dell'imperatore Federico II, Teodoro eseguì anche alcune traduzioni di testi del vicino Oriente e del Maghreb.